# Life Is Strange: True Colors
Life Is Strange: True Colors è un videogioco di tipo avventura grafica sviluppato da Deck Nine Games e pubblicato da Square Enix il 10 settembre 2021, per PlayStation 4, PlayStation 5, Microsoft Windows, Xbox One, Xbox Series X/S, Google Stadia e Nintendo Switch. È il quarto capitolo della serie Life Is Strange e il terzo gioco principale. La trama si concentra su Alex Chen, capace di sentire le emozioni degli altri, mentre cerca di risolvere il mistero dietro la morte di suo fratello.

## Trama
Alex Chen, una giovane donna asioamericana di 21 anni cresciuta in una famiglia affidataria con un'infanzia travagliata, si riunisce con suo fratello Gabe dopo otto anni nella città del Colorado, Haven Springs. Dopo che il fratello viene ucciso in un misterioso incidente, Alex indaga sulla verità della sua morte usando il potere dell'empatia psichica che le permette di leggere e manipolare le forti emozioni, che riesce a percepire come aure colorate, per vedere fisicamente come si sentono le persone, al costo di essere potenzialmente "contagiata" dalle loro emozioni. Lungo la strada Alex incontra molti cittadini nella pittoresca cittadina, tra cui due potenziali interessi amorosi, Ryan e Steph, quest'ultima già apparsa in Life Is Strange: Before the Storm.

## Modalità di gioco
Life Is Strange: True Colors è un'avventura grafica in terza persona. Il giocatore controlla Alex Chen, sorella di Gabe, in grado di interagire nell'ambientazione immaginaria della cittadina di Haven Springs e parlare con vari NPC.

## Sviluppo
Durante un'intervista del 2019, Jean Luc Cano e Michel Koch di Dontnod Entertainment, i principali sviluppatori dei precedenti giochi della serie, hanno entrambi espresso interesse per il futuro del franchise, incluso un potenziale Life Is Strange 3, ma hanno spiegato che i diritti appartengono a Square Enix e le decisioni sul futuro della serie dipendessero da loro. Cano aggiunse inoltre che per loro la storia di Max e Chloe è conclusa, allo stesso modo quella di Sean e Daniel, ma forse un giorno potremmo rivederli. Tra il 2019 e il 2021 si sono verificati numerosi cambiamenti presso la Dontnod Entertainment, inclusa la separazione di una parte del team originale di Life Is Strange per formare un nuovo studio Dontnod a Montréal. Nello stesso periodo voci di settore affermavano che Square Enix avesse rimosso Dontnod dal ruolo di sviluppatori principali della serie Life Is Strange.
Deck Nine Games, che aveva già sviluppato il prequel del primo gioco (Life Is Strange: Before the Storm), ha iniziato a lavorare a Life Is Strange: True Colors nel 2017. Il titolo è stato rivelato da Square Enix il 18 marzo 2021, durante una presentazione digitale dal vivo, insieme ad una raccolta comprendente le versioni rimasterizzate di Life Is Strange e Life Is Strange: Before the Storm e distribuita a settembre 2021 con il nome di Life Is Strange Remastered Collection.
La colonna sonora del gioco contiene una cover del brano Creep dei Radiohead, interpretata dalla cantautrice Mxmtoon, e altri brani di Novo Amor, Phoebe Bridgers e Gabrielle Aplin.

## Riconoscimenti
- 2021 - Golden Joystick Awards[9]
  - Miglior narrativa
  - Candidatura per la miglior performance a Erika Mori (Alex Chen)
- 2021 - The Game Awards[10]
  - Gioco di maggior impatto
  - Candidatura per la miglior narrativa
  - Candidatura per la miglior performance a Erika Mori (Alex Chen)
- 2022 - British Academy Video Games Awards[11]
  - Candidatura per la miglior narrativa
  - Candidatura per la miglior animazione
  - Candidatura per la miglior performance protagonista a Erika Mori (Alex Chen)
  - Candidatura per la miglior performance non protagonista a Han Soto (Gabe Chen)